# 몰타 리라

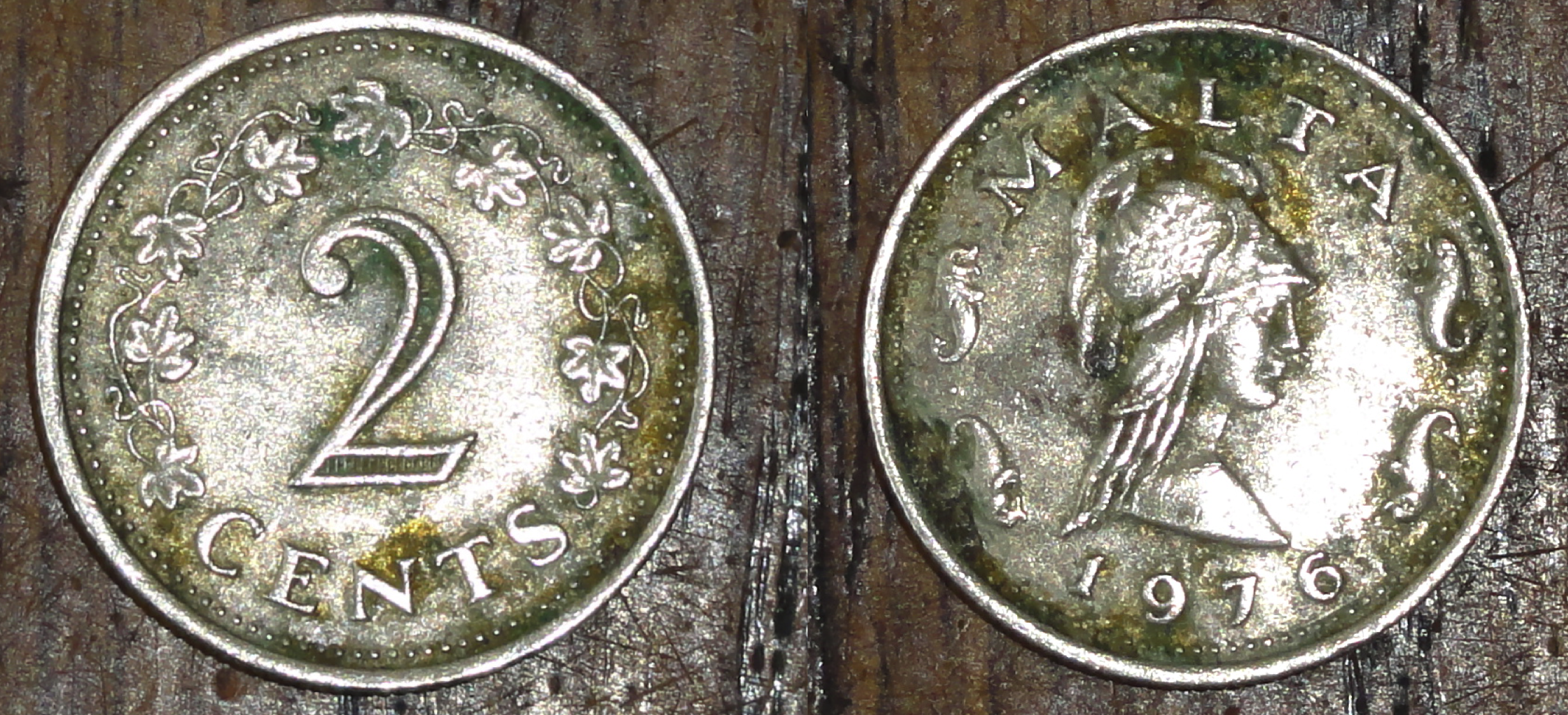

리라(lira maltija, 복수형: 리리 (liri), ISO 4217 코드 : MTL)는 2007년 12월 31일까지 몰타의 통화로 쓰였던 통화이다. 몰타 리라는 Lm으로 기호가 단축되었지만 전통적인 ₤ 사인은 몰타에서 많이 사용되었기 때문에 익숙했다. 또한 영어인 파운드가 몰타에서 가끔씩 통용되기도 했다.
몰타 리라는 공식 통화인 유로로 2008년 1월 1일, 1 유로 = 0.429300 리라의 고정환율 비율로 대체되었다.

## 역사
1972년 이전에는 파운드가 통용되었고 영국의 동전과 지폐는 몰타의 지폐를 보충하였다. 비록 영국의 동전을 사용하였으나 1971년 영국의 십진 화폐 제도 도입에는 동참하지 않았다. 그 대신 1972년, 독자적으로 리라를 기반으로 하는 (파운드와 동일한) 십진 화폐 제도를 도입했다.
또한 1 리라를 1000 밀 또는 100 센트로 세분화했다. 1973년부터는 '리라'라는 단어가 지폐에 처음으로 쓰였다. 그리고 1986년부터는 동전과 지폐 모두 '리라'라는 단어를 쓰기 시작했다. 그리고 1994년에 밀은 유통이 중단되었다.
유럽 연합에 가입하게 되자, 몰타는 유로를 받아들였다. 리라는 2008년 1월 1일 리라에서 유로로 전환되었으며 유럽 환율 메커니즘의 일원이 되었다.

### 유로전환
몰타 리라는 공식 통화인 유로로 2008년 1월 1일, 1 유로 = 0.429300 리라의 고정환율 비율로 대체되었다. 하지만 몰타에선 유로로의 적응을 위해서 2008년 1월 23일까지 몰타 리라를 법정 통화 상태로 사용할 수 있었다. 또한 몰타 리라로 2008년 3월 30일까지 요금을 징수 받을 수 있다. 그리고 몰타 리라의 동전은 2010년 2월 1일까지 몰타 중앙은행에서 교환할 수 있으며, 지폐는 2018년 1월 31일까지이다.

## 같이 보기
- 몰타의 유로 주화